# نزلة البرقي
قرية نزلة البرقى هي إحدى القرى التابعة لمركز الفشن في محافظة بني سويف في جمهورية مصر العربية. حسب إحصاءات سنة 2006، بلغ إجمالي السكان في نزلة البرقى 6141 نسمة، منهم 2983 رجل و3158 امرأة.